# Mas del Gat
El Mas del Gat és una obra d'Alcover (Alt Camp) protegida com a Bé Cultural d'Interès Local.

## Descripció
Mas de volums ben definits, de planta baixa, planta pis i golfes i forma irregular; per tant, d'alçades variables, s'adapta a una topografia força planer, en un entorn forestal. Les parets són de pedra i fang. La coberta és de teula ceràmica a dues aigües. L'edificació principal ha incorporat volums pròxims que originalment eren corrals i magatzems, donant com a resultat una imatge global del mas que no es correspon amb la inicial.